# Siaugues-Sainte-Marie
Siaugues-Sainte-Marie è un comune francese di 825 abitanti situato nel dipartimento dell'Alta Loira della regione dell'Alvernia-Rodano-Alpi.

## Società

### Evoluzione demografica
Abitanti censiti